# Kownaty (województwo lubuskie)
Kownaty – wieś w Polsce położona w województwie lubuskim, w powiecie sulęcińskim, w gminie Torzym.
W latach 1975–1998 miejscowość administracyjnie należała do województwa zielonogórskiego.

## Zabytki
Do wojewódzkiego rejestru zabytków wpisany jest:
- dwór, z końca XVIII wieku

inne zabytki:
- dwór z XIX wieku.